# Minderhedenforum

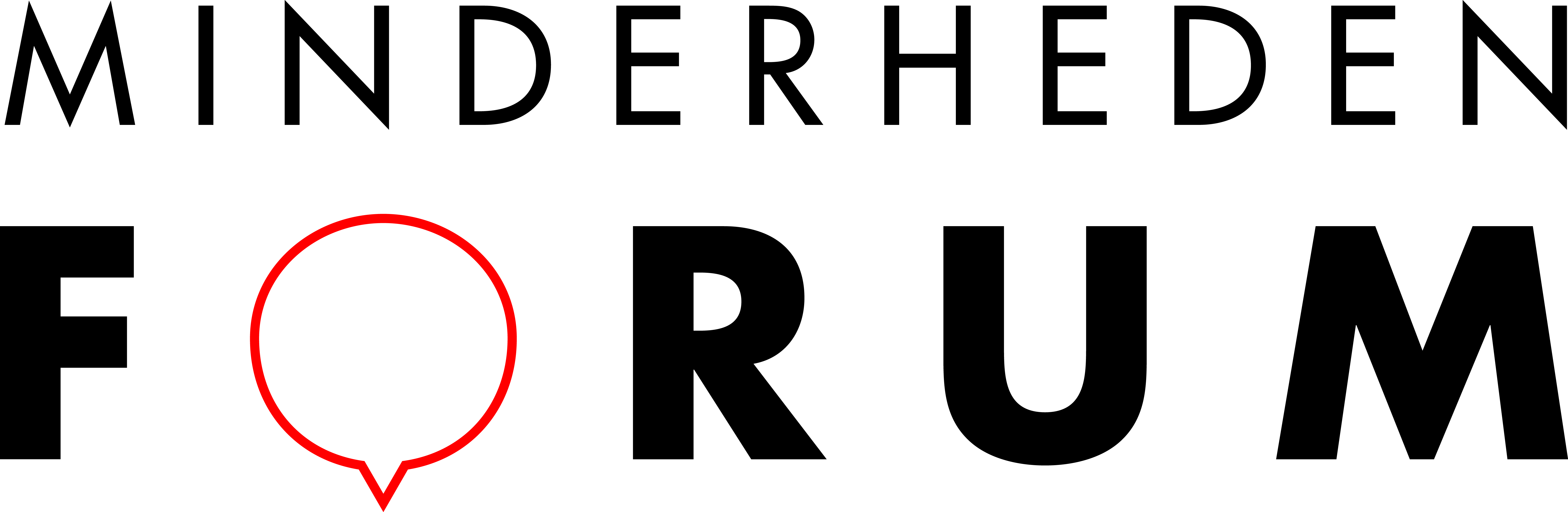
Minderhedenforum logo

Het Minderhedenforum, of voluit Forum van Etnisch-Culturele Minderheden, is de bekendste organisatie van nieuwe Vlamingen, de etnisch-culturele minderheden in Vlaanderen. Het omvat een 15-tal Vlaamse federaties van verenigingen van etnisch-culturele minderheden waaronder mensen van Afrikaanse afkomst, Marokkanen, Turken, Italianen, Latijns-Amerikanen en Russen. 

## Kenmerken
Het Minderhedenforum groepeert verenigingen van allochtonen, vluchtelingen en/of woonwagenbewoners. Het vertegenwoordigt indirect zo'n 700 lokale verenigingen en wordt door de Vlaamse overheid beschouwd als de representatieve vertegenwoordiger van deze groepen. Het doet aan belangenverdediging naar het beleid en naar de brede samenleving. Het wil de maatschappelijke positie van etnisch-culturele minderheden in Vlaanderen verstevigen en de verstandhouding tussen bevolkingsgroepen verbeteren. Het Minderhedenforum profileerde zich onder meer bij het Zwartepietendebat.
Het Minderhedenforum heeft een vaste jaarlijkse dotatie van ruim 700.000 euro uit de middelen van de Vlaamse Overheid. Daarnaast worden voor specifieke projecten bijkomende middelen ter beschikking gesteld.

## Geschiedenis
Het Minderhedenforum is een vzw opgericht in 2002. De voorzitter is Huseyin Aydinli en de directeur is Landry Mawungu sinds 2017. Hij volgde Wouter Van Bellingen op die van 2014 tot 2017 directeur was.
In 2016 ontving de organisatie van de Vlaamse Regering 593.000 euro bijkomende subsidie voor het project 'Focus op talent - MENTOR2WORK' dat de afstand tussen werkgevers en de potentiële arbeidsreserve van niet zelfredzame personen met een migratieachtergrond moet verkleinen, In 2020 wordt door in te zetten op mentoring. In 2018 werd voor dit project 604.864,69 euro voorzien.
In 2020 besliste de Vlaamse regering om het Minderhedenforum niet langer te erkennen en de middelen voor de periode 2021-2025 toe te kennen aan het opstartende Join.Vlaanderen. Hierop kwam veel kritiek, onder meer omdat verschillende organisaties die door minister Bart Somers als partner van Join.Vlaanderen werden genoemd, dat ontkenden. Op vordering van het Minderhedenforum schorste de Raad van State de selectie van Join.Vlaanderen omdat de selectieaanvraag van het Minderhedenforum strenger leek te zijn beoordeeld.